# Luigi Covatta
Luigi Covatta (Forio, 15 de mayo de 1943 - Roma, 18 de abril de 2021) fue un político y periodista italiano. Miembro del Partido Socialista Italiano, se desempeñó en la Cámara de Diputados de 1979 a 1983 y en el Senado de la República de 1983 a 1994.

## Biografía
Como estudiante, Covatta trabajó para Intesa. En las elecciones generales italianas de 1972, apoyó a Livio Labor del Movimiento Político Obrero. Después de una actuación decepcionante para el partido, se unió al Partido Socialista Italiano (PSI). De 1979 a 1994, se desempeñó en el Parlamento italiano, primero en la Cámara de Diputados y luego en el Senado. En las elecciones generales italianas de 1994, se postuló en la alianza del Pacto por Italia, pero fue derrotado y se retiró de la política.
Covatta también siguió una carrera en periodismo, convirtiéndose en director político de Mondoperaio en 2009. También contribuyó a La Repubblica, Il Mattino, Avanti!, Corriere della Sera, Il Riformista, entre otros.
Falleció en Roma el 18 de abril de 2021 a la edad de setenta y siete años.

## Obras
- Menscevichi. I riformisti nella storia dell'Italia repubblicana (2005)
- Diario della Repubblica (2006)
- La legge di Tocqueville. Come nacque e come morì la riforma della prima Repubblica italiana (2007)